# Pandémie de Covid-19 au Soudan
La pandémie de Covid-19 au Soudan démarre officiellement le 13 mars 2020. À la date du 24 octobre 2022, le bilan est de 4 964 morts.

## Chronologie
La barre des 10 cas a été atteinte le 3 avril 2020 ; celle des 100 cas le 20 avril ; celle des 1 000 cas le 8 mai ; et celle des 10 000 cas le 7 juillet 2020.
Le premier décès est intervenu le 13 mars 2020 ; le 10ème le 18 avril ; le 100ème le 12 mai ; et le 1 000ème le 1er août 2020.

## Statistiques

Nombre de cas au Soudan depuis le début de l'épidémie.

Nombre de morts au Soudan depuis le début de l'épidémie.